# Ugone Orlandi
Ugone Orlandi (Pisa, ... – ...; fl. XII secolo) è stato un politico italiano.

## Biografia
Ugone nacque a Pisa dalla famiglia consolare degli Orlandi. Egli fu giudice e ambasciatore per conto della repubblica pisana.
Presso la repubblica di Venezia e la città di Albenga, Ugone svolse varie missioni diplomatiche che andarono a migliorare i rapporti con la repubblica di Pisa.
Non è pervenuta la data di morte.